# Papendorf (Holstein)
Papendorf ist ein Ortsteil der Gemeinde Brunsbek im Kreis Stormarn in Schleswig-Holstein.

## Geographie

### Lage
Die Lage des Ortsteils Papendorf befindet sich im nördlichen Bereich des Brunsbeker Gemeindegebietes am Bach Corbek. Das umliegende zugehörige Feld auf der Gemarkung wird vor allem landwirtschaftlich genutzt. Es reicht im Süden bis an den Brunsteichbach. Östlich vom Ort ist zudem ein kleines Waldstück befindlich.
Die Corbek mündet südlich von Witzhave in die Bille.

## Geschichte
Papendorf wurde in der Zeit zwischen 1256 und 1259 gegründet. Die Holsteiner Grafen Gerhard I. und Johann I., die Söhne Herzog Adolfs IV. von Holstein, verliehen dem Hamburger Domkapitel ein Waldgebiet zwischen Braak und Großensee. Die Herren des Domkapitels ließen dort Bäume roden und gründeten ihr Pfaffendorf, genannt Papendorf. 1342 wurden Dörfer des Domkapitels von holsteinischen Rittern zerstört und beraubt. In noch vorhandenen Aufzeichnungen wird auch Papendorf genannt. Aus dem Jahr 1492 stammt die erste namentliche Liste der Steuerzahler aus Papendorf.
Durch die Reformation verlor das Domkapitel fast alle Dörfer, darunter 1558 auch Papendorf. Daraufhin nahm Amtmann Moritz Rantzau die Dörfer in der Trittauer Umgebung an sich; das Kapitel erhob deshalb Klage. Es wurde ein Vergleich auf 50 Jahre vereinbart. 1573 wurde Papendorf an Herzog Adolf I. von Holstein abgegeben, der sich verpflichtete, dem Domkapitel dafür jährlich Lieferungen bestimmter Höhe zu leisten. Im Jahr 1604 wurde der Vertrag mit dem Domkapitel um weitere 50 Jahre verlängert.
Im Dreißigjährigen Krieg plünderten die Truppen Wallensteins und Tillys 1627 sämtliche Dörfer zwischen Trittau und Wandsbek. Papendorf wurde fast ganz zerstört. Der größte Teil der Bevölkerung war zuvor geflohen. 1638 grassierte die Pest in Papendorf. 1648 wurden im Westfälischen Frieden die 14 Kapitelsdörfer dem Herzogtum Holstein für immer zugesichert. Die Abgaben an das Domkapitel dauerten jedoch an.
1825 wurde ein gemeinsames, zwischen den beiden Dörfern gelegenes Schulhaus für Papendorf und Langelohe gebaut. In den Jahren 1834 und 1835 wurde das von den Erbpächtern gemeinsam bewirtschaftete Land vermessen und aufgeteilt. 1851 erhielt Papendorf im Schleswig-Holsteinischen Krieg Einquartierungen des 3. Bataillon Graf Nügert.
Im Jahr 1889 wurde der Amtsbezirk Siek geschaffen, dem zunächst neben Papendorf auch die Dörfer Siek, Kronshorst, Langelohe Rausdorf und Großensee zugehörig waren. 1890 formierte sich die Freiwillige Feuerwehr und 1906 erhielt der Ort die erste Fernsprechstelle. Die alte Schule wurde 1909 abgerissen und ein Neubau begonnen. 1913 erfolgte der Anschluss an das Stromnetz.
1940 fielen mehrere Fliegerbomben in die Gemarkung und Anfang Februar 1945 trafen die ersten Flüchtlinge aus den Ostgebieten des Reiches ein. Zu Februarbeginn des Jahres 1945 kamen die ersten Flüchtlinge aus dem Osten. Zudem sammelten sich deutsche Truppen, darunter die SS, im Ort. Kurz vor der Ankunft britischer Truppen flohen die deutschen Soldaten. Dennoch kam es am 2. Mai 1945 zum Beschuss Papendorfs, der jedoch keine größeren Schäden verursachte. Kurz darauf bekam der Ort eine britische Einquartierung.
Im Jahr 1947 wurde Papendorf dem Amt Siek angeschlossen, dem es heutzutage noch angehört. Auf die Einweihung der Dörfergemeinschaftsschule in Stapelfeld im Jahr 1966 folgte die Schließung der Schule Papendorf/Langelohe, die 1968 an ein Privatunternehmen verkauft wurde. Am 1. Januar 1974 schlossen sich die drei eigenständigen Gemeinden Papendorf, Langelohe und Kronshorst zur Gemeinde Brunsbek zusammen. Erster Bürgermeister wurde Theodor Wulf (ABW) aus Papendorf.
Im Jahr 1885 gab es im Ort 21 Wohnhäuser und 27 Haushaltungen. Für 1933 sind 160 Einwohner verzeichnet, für 1939 157 Einwohner.

## Infrastruktur

### Verkehr

#### Straße
Die Landesstraße 92 von Stapelfeld nach Großensee verläuft einen Kilometer nördlich von Papendorf. Zwei Kilometer südlich verläuft die Landesstraße 160 von Langelohe nach Trittau. Nächstgrößere Verkehrswege sind die A 1 (7 km westlich) und die A 24 (9 km südlich).

#### Schiene
Vom 17. Dezember 1907 bis 1952 war der Ort mit eigenem Haltepunkt an die Südstormarnsche Kreisbahn angeschlossen, über die ein Anschluss nach Hamburg gegeben war. Heute befindet sich der nächstgelegene Bahnhof in Hamburg-Rahlstedt, der in 10 Kilometern Entfernung liegt.

## Politik
Bürgermeister der Gemeinde Brunsbek der Legislaturperiode 2013 bis 2018 ist Olaf Beber (Allgemeine Brunsbeker Wählergemeinschaft). Sein Erster Stellvertreter ist Otto Heydasch, der Fraktionssprecher der CDU.

### Wappen
Das Wappen der Gemeinde Brunsbek stellt die drei Ortsteile bildlich dar. Das rosettenförmige Kirchenfenster im unteren Abteil des Wappens steht für Papendorf. Dies ist auf die Gründung Papendorfs durch das Hamburger Domkapitel zurückzuführen.